# Saint-Epvre
Saint-Epvre là một xã trong vùng Grand Est, thuộc tỉnh Moselle, quận Château-Salins, tổng Delme. Tọa độ địa lý của xã là 48° 58' vĩ độ bắc, 06° 26' kinh độ đông. Saint-Epvre nằm trên độ cao trung bình là m mét trên mực nước biển, có điểm thấp nhất là 224 mét và điểm cao nhất là 267 mét. Xã có diện tích 4,67 km², dân số vào thời điểm 2005 là 149 người; mật độ dân số là 31,7 người/km².

## Thông tin nhân khẩu
| 1962 | 1968 | 1975 | 1982 | 1990 | 1999 |
| ---- | ---- | ---- | ---- | ---- | ---- |
| 155  | 165  | 161  | 152  | 161  | 141  |